# Jahrbuch der Werbung
Das Jahrbuch der Werbung (seit 2013 Das Jahr der Werbung) ist eine jährlich erscheinende Publikation, die das Werbegeschehen in Deutschland, Österreich und der Schweiz dokumentiert.
Werbe- und Kommunikationsmaßnahmen, die im Jahrbuch veröffentlicht werden, werden im Rahmen eines Wettbewerbs von einer Jury benannt.

## Geschichte
Das Jahrbuch der Werbung wurde erstmals 1964 von Eckhard Neumann und Wolfgang Sprang als Werbung in Deutschland – Jahrbuch der deutschen Werbung veröffentlicht. Seitdem erscheint das Buch im Econ Verlag. Klaus Hattemer stieg 1976 als Mitherausgeber ein.
Von 1968 bis 1970 erschien das Jahrbuch der Werbung in Zusammenarbeit mit dem Art Directors Club (ADC). In den ersten elf Bänden wurden ausschließlich in Deutschland durchgeführte Werbemaßnahmen im Jahrbuch publiziert. 1975 kamen dann Österreich und die Schweiz hinzu. Von 1976 bis 1986 war Walter Scheele als Mitherausgeber tätig. Als Nachfolger und Mitherausgeber begleitete Jürgen Jeske (Mitherausgeber der FAZ) bis 1992 das Jahrbuch der Werbung.
Im Jahr 1989 wurden erstmals die Kampagnen des Jahres ausgezeichnet. Zu den Preisträgern gehörten unter anderem die Agenturen Scholz & Friends, RSCG Butter und Rang GmbH. Im selben Jahr erschien das Jahrbuch anlässlich des 25-jährigen Jubiläums in zwei Bänden.
1991 gab Jürgen Jeske sein Amt als Mitherausgeber wieder auf, um sich intensiver seiner Herausgebertätigkeit bei der FAZ zu widmen und die beiden Gründungsherausgeber Eckhard Neumann und Wolfgang Sprang gaben ihr Amt altersbedingt ab. Als neue Herausgeber kamen Helmut Thoma und Willi Schalk. Im gleichen Jahr wurde Peter Strahlendorf Chefredakteur des Jahrbuchs der Werbung.
1992 wurde die erste Jury einberufen, der die Herausgeber, der Chefredakteur sowie weitere Branchenexperten angehörten. Im selben Jahr wurde ein silbernes Megaphon als Trophäe für Sieger des Wettbewerbes von Ron Arad entworfen. Das Megaphon wurde zum ersten Mal im Wettbewerb des Jahrbuchs der Werbung 1993 vergeben. Die ersten Megaphone erhielten damals die Toyota-Corolla-TV-Kampagne von BMZ aus Düsseldorf, die Lübzer-Pils-Kampagne von Lintas:Hamburg und die Jubiläumskampagne 100 Jahre Phoenix Kunstdruckpapier Scheufelen.
Zusätzlich zu den Kampagnen des Jahres wählt die Jury seither auch Branchen- und Bereichssieger. Eine weitere Neuerung war die Einführung des Newcomer-Wettbewerbes. Dieser Newcomer-Wettbewerb wurde erstmals vom Jahrbuch der Werbung 1992 ausgeschrieben. Newcomer-Agentur des Jahres 1991 wurde die Werbeagentur Tostmann, Domann, Holzwarth GmbH.

## Herausgeber
| - Eckhard Neumann (1964–1991) - Wolfgang Sprang (1964–1991) - Klaus Hattemer (1967–1976) - Walter Scheele (1976–1986) | - Jürgen Jeske (1987–1991) - Helmut Thoma (1991–2012) - Willi Schalk (1991–2012) - Peter Strahlendorf (1994–2012) |